# Сергеєв Дмитро Ігорович
Дмитро Ігорович Сергеєв (позивний «Марс»; 20 липня 1981, м.Київ — 23 березня 2022, м. Ірпінь, Київська область) — український військовослужбовець, молодший лейтенант Збройних сил України, учасник російсько-української війни. Кавалер ордена «За мужність» III ступеня (2022, посмертно).

## Життєпис
2020 року закінчив кафедру військової підготовки Національного університету оборони України за спеціальністю «Застосування механізованих підрозділів».
Служив командиром взводу 130-го батальйону 112-ї окремої бригади територіальної оборони.
23 березня 2022 року на спостережному пункті українських захисників в Ірпені було семеро, вони контролювали шлях зі сторони Бучі, щоб не пропустити окупантів далі. Під час перезарядки гранатометів постріл ворожого танка обірвав життя Дмитра Сергеєва, а його побратими були поранені. Однак бронегрупа рашистів не пройшла в Ірпінь, не змогла з'єднатися з іншими силами ворога і розвивати наступ. Підрозділ «Марса» виконав бойове завдання.
Похований на Південному кладовищі м. Києва.

## Нагороди
- орден «За мужність» III ступеня (11 травня 2022, посмертно) — за особисту мужність і самовіддані дії, виявлені у захисті державного суверенітету та територіальної цілісності України, вірність військовій присязі[1].